# Anderson County, Texas
Anderson County är ett administrativt område i delstaten Texas, USA, med 58 458 invånare. Den administrativa huvudorten (county seat) är Palestine.

## Geografi
Enligt United States Census Bureau har countyt en total area på 2 792 km². 2 773 km² av den arean är land och 19 km² är vatten.

### Angränsande countyn
- Henderson County - nord
- Cherokee County - öst
- Houston County - syd
- Leon County - sydväst
- Freestone County - väst

### Städer och samhällen
- Cities
  - Palestine

- Towns
  - Elkhart
  - Frankston